# Branko Skroče
Branko Skroče, född 17 maj 1955 i dåvarande Jugoslavien, är en jugoslavisk före detta basketspelare som tog tog OS-guld 1980 i Moskva. Detta var Jugoslaviens andra medalj i rad i basket vid olympiska sommarspelen. Han var även med och vann basket-VM 1978.